# یواس‌اس رکلمر (ای‌آراس-۴۲)
یواس‌اس رکلمر (ای‌آراس-۴۲) (به انگلیسی: USS Reclaimer (ARS-42)) یک کشتی بود که طول آن ۲۱۳ فوت ۶ اینچ (۶۵٫۰۷ متر) بود. این کشتی در سال ۱۹۴۵ ساخته شد.